# Embarazo humano
El embarazo, gestación o preñez es el estado de la hembra de la especie humana una vez que ha quedado embarazada (preñada) concibiendo al feto y llevándolo en su vientre. Transcurre entre la fecundación del óvulo por el espermatozoide, hasta el momento del parto. En cuanto a los significativos cambios fisiológicos, metabólicos e incluso morfológicos que se producen en la mujer encaminados a proteger, nutrir y permitir el desarrollo del feto, como la interrupción de los ciclos menstruales, o el aumento del tamaño de las mamas para preparar la lactancia. El término «gestación» hace referencia a los procesos fisiológicos de crecimiento y desarrollo del feto en el interior del útero materno. En rigor, y bien expresado, la gestación se refiere al desarrollo del feto y el embarazo se refiere a los cambios en la mujer que lo hacen posible, aunque en la práctica muchas personas utilizan ambos términos como sinónimos.
En la especie humana las gestaciones suelen ser únicas, aunque pueden producirse embarazos múltiples. La aplicación de técnicas de reproducción asistida está haciendo aumentar la incidencia de embarazos múltiples en los países más desarrollados.
El embarazo humano dura entre 38 a 40 semanas a partir de la fecundación, aproximadamente 9 meses. Teniendo en cuenta la variación que se da en relación con la duración del embarazo, es más preciso decir que suele durar entre 37 y 42 semanas ya que solamente el 4 % de las mujeres dan a luz en la fecha predicha mediante la regla de Naegele. Si el bebé nace antes de la trigesimoséptima semana se considera un parto «prematuro», y si nace después de la cuadragesimosegunda se considera un parto «posmaduro».

## Definición y tipos

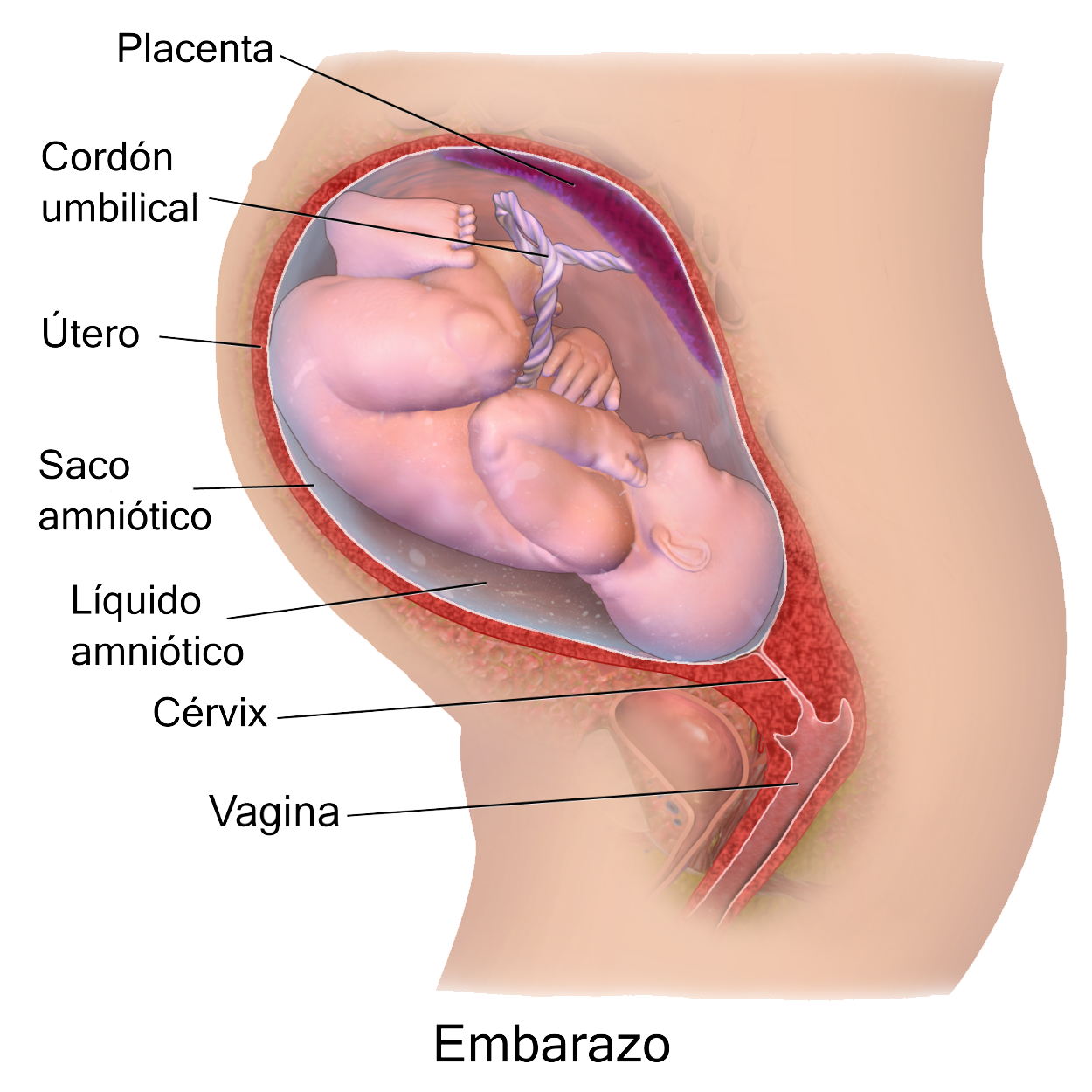
El embarazo.

En 2007 el Comité de Aspectos Éticos de la Reproducción Humana y la Salud de las Mujeres de la Federación Internacional de Ginecología y Obstetricia (FIGO) definió al embarazo como la parte del proceso de la reproducción humana que comienza con la implantación del conceptus en la mujer.[cita requerida] La preñez se inicia en el momento de la nidación y termina con el parto. La definición legal del embarazo sigue a la definición médica: para la Organización Mundial de la Salud (OMS) el embarazo comienza cuando termina la implantación, que es el proceso que comienza cuando se adhiere el blastocito a la pared del útero (unos 4 o 6 días después de la fecundación). Entonces el blastocito atraviesa el endometrio uterino e invade el estroma. El proceso de implantación finaliza cuando el defecto en la superficie del epitelio se cierra y se completa el proceso de nidación, comenzando entonces el embarazo. Esto ocurre entre los días 12 a 16 tras la fecundación.
Se denomina embarazo ectópico o extrauterino al que se produce fuera del útero, por una implantación anómala del óvulo fecundado (habitualmente en alguna de las dos trompas de Falopio) y con mucha menos frecuencia en la cavidad peritoneal (embarazo abdominal) y otros sitios.
El embarazo no deseado es aquel que se produce sin el deseo o planificación previa por parte de la mujer y ante la ausencia o fallo de métodos anticonceptivos precoitales adecuados y la inefectividad o no administración de métodos anticonceptivos de emergencia posteriores al coito que prevengan un posible embarazo.
Ante un embarazo no deseado y atendiendo a los principios de salud reproductiva de la OMS, la mujer puede continuar con la gestación y llevar a término el embarazo, o practicar una interrupción voluntaria del embarazo o aborto inducido, ya sea mediante un aborto con medicamentos o un aborto quirúrgico, dependiendo del periodo de gestación y siempre con la asistencia sanitaria adecuada, teniendo en cuenta que esta práctica puede ser ilegal en algunos países.
En todo el mundo, el 38 % de los embarazos son no deseados, el 21 % de ellos se da en adolescentes (de los cuales entre el 30 y el 60 % terminan en un aborto); unos 80 millones de embarazos no deseados cada año de un total de 210 millones de embarazos en todo el mundo.

## Características generales

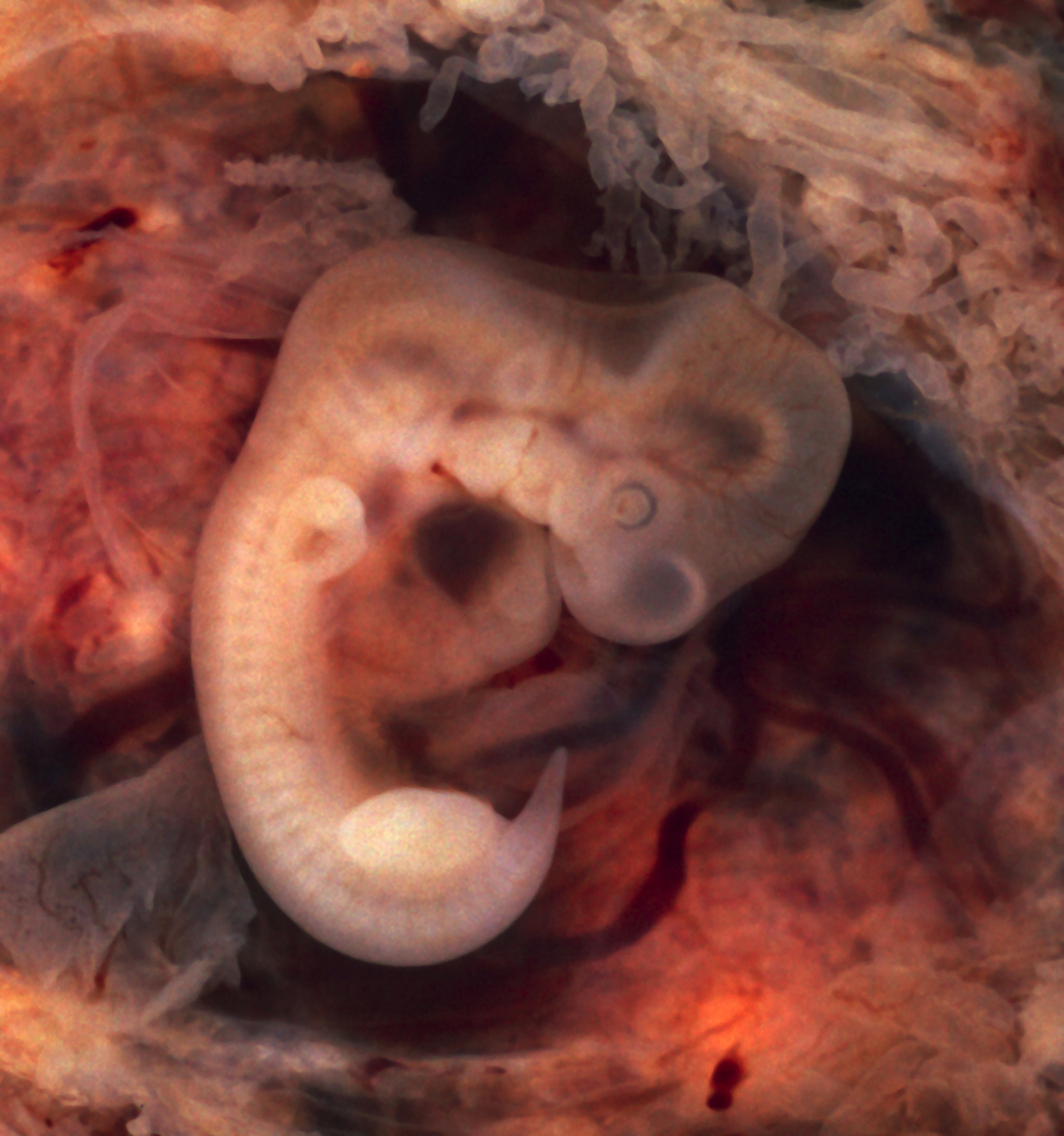
Embrión humano a las 5 semanas.

La fecundación se produce por la unión del gameto femenino con el gameto masculino. Existe cierta controversia acerca de cuándo comienza el embarazo, habiendo diversas opiniones al respecto.
Para la Organización Mundial de la Salud (OMS), el embarazo comienza cuando termina la implantación del embrión en el útero, ya que, en muchos casos, el óvulo es fecundado pero no llega a implantarse y el embarazo no comienza. La implantación es un proceso que comienza unos 5 o 6 días después de la fecundación y que consiste en la adherencia del blastocito a la pared del útero, cuando el blastocito atraviesa el endometrio e invade el estroma, luego la superficie del epitelio se cierra y se completa el proceso de nidación, comenzando entonces el embarazo.
Cuando se trata de una fecundación in vitro, el embrión es fecundado en un tubo de ensayo, se espera tres días y luego transferido al útero de la futura madre. En el momento de la nidación el embarazo comienza pero, en la mayoría de los casos, el embrión no se adhiere y la mujer no queda embarazada.
Para muchos científicos, la vida empieza en el momento de la fecundación y, por lo tanto, el embarazo comienza cuando un espermatozoide alcanza y atraviesa la membrana celular del óvulo, fusionándose los núcleos y compartiendo ambos su dotación genética para dar lugar a una célula huevo o cigoto, en un proceso denominado fecundación. La multiplicación celular del cigoto da lugar al embrión, de cuyo desarrollo deriva el individuo adulto.
La polémica sobre el momento en que comienza el embarazo no es un dato menor ya que incide en las discusiones éticas en relación con el aborto las técnicas de reproducción asistida y el uso de anticonceptivos, razón por la cual permanece muy actual.
La embriología es la parte de la medicina que estudia el complejo proceso de desarrollo embrionario desde el momento de la fecundación hasta la formación del feto, que es como se denomina al organismo resultante de este desarrollo cuando aún no ha tenido lugar el parto.
Dentro del útero, el feto está flotando en el líquido amniótico, y a su vez el líquido y el feto están envueltos en el saco amniótico, que está adosado al útero. En el cuello del útero, se forma un tapón de mucosidad densa durante el embarazo para dificultar el ingreso de microorganismos que provoquen infección intrauterina. Este tapón será expulsado durante el inicio del trabajo de parto.
Mientras permanece dentro, el cigoto, embrión o feto obtiene nutrientes y oxígeno y elimina los desechos de su metabolismo a través de la placenta. La placenta está anclada a la pared interna del útero y está unida al feto por el cordón umbilical. La expulsión de la placenta tras el parto se denomina alumbramiento.

## Calendario

Imagen animada de un embarazo generada a partir de tomografías axiales computarizadas de una mujer de 30 años con 37 semanas.

De acuerdo a su desarrollo, el embarazo se suele dividir en tres etapas de tres meses cada una, con el objetivo de simplificar la referencia a los diferentes estados de desarrollo del feto.
Durante el primer trimestre el riesgo de aborto es mayor (muerte natural del embrión o feto). Esto tiene mayor incidencia en embarazos conseguidos mediante fecundación in vitro, ya que el embrión implantado podría dejar de desarrollarse por fallos en los cromosomas heredados de los gametos de sus progenitores.
Durante el segundo trimestre (a partir de las 14 semanas de gestación) el desarrollo del feto puede empezar a ser monitorizado o diagnosticado.
El tercer trimestre marca el principio de la viabilidad —aproximadamente después de la semana 25— que quiere decir que el feto podría llegar a sobrevivir de ocurrir un parto prematuro, parto normal o cesárea. Ya que a partir de este momento los pulmones fetales se encuentran formados casi totalmente, solo les falta madurar.

### Fecha probable de parto

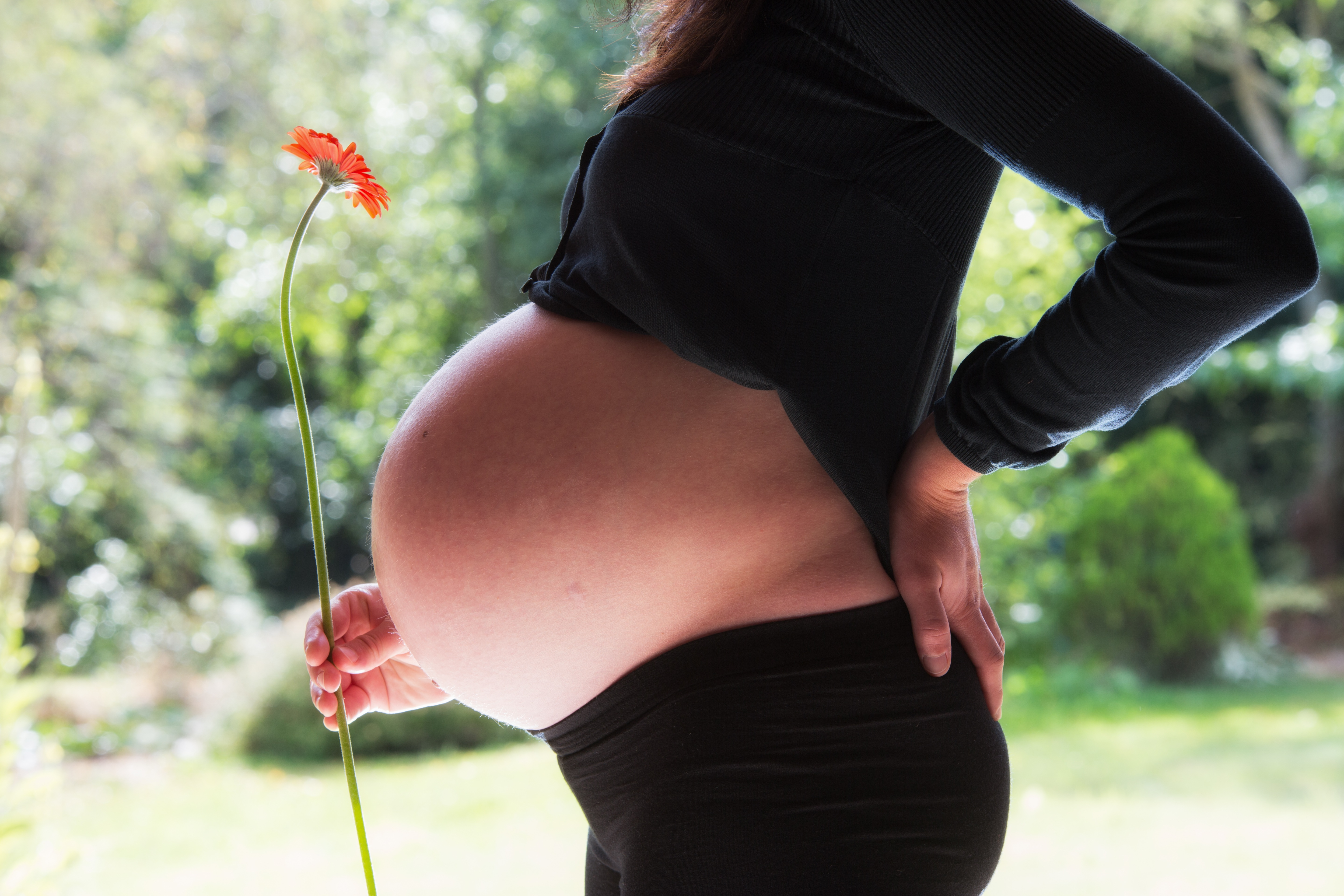
Mujer embarazada de 40 semanas

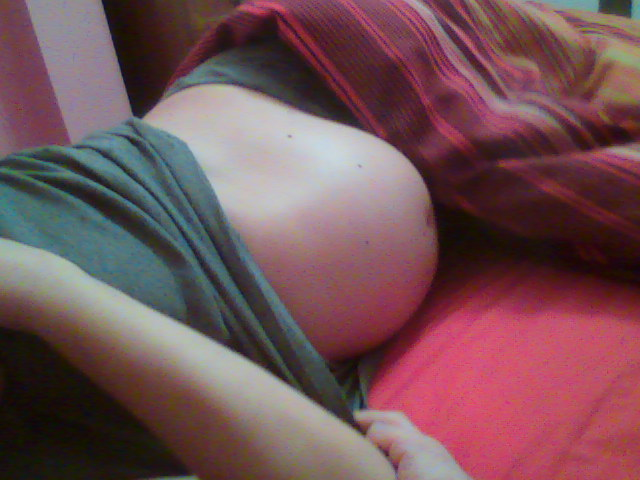
Una mujer de ocho meses de embarazo.

Los cálculos para determinar la fecha probable del parto (FPP) se realizan usando la fecha de la última menstruación o por correlaciones que estiman la edad gestacional mediante una ecografía. La mayoría de los nacimientos ocurren entre la semana 37 y 42 después del día de la última menstruación y solo el 5 % de mujeres dan a luz el día exacto de la fecha probable de parto calculada por su profesional de salud.
Un estudio realizado en el Brigham and Women's Hospital de Boston encontró que la edad, la paridad (número de hijos que ha tenido una fémina) y el grupo étnico son las variables que correlacionan más con la duración del embarazo. Las mujeres multíparas (con más de un embarazo), menores de 19 años o mayores de 34, o afroamericanas suelen tener embarazos más largos que las mujeres primíparas (primer embarazo), caucásicas con edades entre los 19 y los 34 años. También se han encontrado diferencias en la duración del embarazo relacionadas con la estatura de la madre, teniendo de media embarazos más cortos las mujeres de menor estatura.
Usando la fecha de la última menstruación, se le añade siete días y se le resta tres meses, dando la fecha probable de parto. Así, una fecha segura de última menstruación del 28 de noviembre de 2017, producirá una fecha probable de parto para el 5 de septiembre de 2018 —se usa el año siguiente al año de la última regla—. Si la fecha de la última menstruación cae en los primeros dos meses, se mantiene el año en curso, en todos los demás meses, se usa el año subsiguiente. Así, una fecha segura de última menstruación del 2 de enero de 2018, produce una fecha probable de parto para el 9 de octubre de 2018 —el año se mantiene—.

## Detección y fecha de fecundación
El principio del embarazo es detectado con la presencia de la hormona gonadotropina coriónica humana (hCG) que es producida por el embrión después de la concepción y posteriormente por el plasma materno (la placenta), esta hormona aparece en la sangre y en la orina de las mujeres en estado hasta 10 días después de la concepción y esta puede ser detectada por medio de análisis de orina y de sangre. Ambos tipos de prueba solamente pueden detectar si la mujer está o no embarazada, pero no la fecha de inicio del mismo.

## Signos presuntivos del embarazo
Tal vez el primer signo presuntivo del embarazo sea la amenorrea o ausencia del período menstrual. Debido a que puede ocurrir amenorrea por causas distintas a un embarazo, no siempre es un inicio seguro de embarazo, especialmente si la fémina no tiene ciclos regulares. Sin embargo, pueden presentarse varios signos más que, junto a la amenorrea sugieren un embarazo, como son: la hipersensibilidad en los pezones, mareos, vómitos matutinos, somnolencia, alteración en la percepción de olores, y deseos intensos de ciertos tipos de alimentos (antojos). Esto lo puedes notar a partir del segundo al tercer mes de la concepción.

### Sangrado de implantación
Es uno de los primeros síntomas del embarazo, aunque no sucede en todas las mujeres. El sangrado de implantación ocurre aproximadamente 12 días después de la ovulación, en los días en que se espera la menstruación. Este sangrado se distingue por ser poco duradero - no más de 5 días - y muy ligero. El sangrado de implantación ocurre porque el blastocito se asienta en el útero y en algunas ocasiones se rompen algunas venas que afectan al endometrio y provocan el sangrado.

### Fatiga
Otro signo de sospecha del embarazo es el cansancio, caracterizada por astenia, debilidad y somnolencia. Aunque algunas mujeres sienten energía renovada, la mayoría confesarían sentir intensa fatiga. Algunas afirman quedarse dormidas a cualquier hora del día, a veces al poco de haber salido de la cama, y otras aseguran sentir tal somnolencia en la sobremesa. Otras sienten cansancio pronunciado al llegar la noche. Dicha fatiga es a menudo incontrolable y exige el sueño. Nunca se ha encontrado una explicación a este extraño deseo de dormir. Es un síntoma frecuente en los primeros meses del embarazo y se cree que es un efecto de la elevada producción de progesterona. Esta hormona es un sedante para el ser humano, con fuertes efectos tranquilizantes e hipnóticos. En las etapas posteriores se presenta otro tipo de fatiga debida simplemente a cansancio corporal, pero rara vez ocurre en el primer trimestre del embarazo.

### Interrupción de la menstruación
Al cabo de dos semanas de ocurrida la fecundación se notará la ausencia de menstruación. El cese de la menstruación en una fémina sana en edad reproductiva y sexualmente activa, que hasta entonces ha tenido un ciclo menstrual regular y predecible, es un signo muy sugestivo del embarazo. Es un signo sospechoso del embarazo denominado amenorrea y no es exclusivo de la gestación. Además del embarazo son causas de la amenorrea enfermedades físicas (algunas de cierta gravedad, como tumores del ovario, trastornos de la glándula tiroides y muchas otras), un choque muy fuerte, anorexia, el efecto de un viaje en avión, una operación, estrés o la ansiedad pueden retrasar la menstruación. La pérdida de la menstruación durante la preñez, también supone que no maduren folículos ováricos durante los 9 meses que dura por lo que si una mujer queda encinta en numerosas ocasiones podría retrasar la edad en la que tenga menopausia. 
En ocasiones, después de la concepción, se observan uno o dos episodios de hemorragia uterina que simulan la menstruación y se confunden con ella. Es denominado signo de Long-Evans y es más frecuente en multíparas que en primigestas.

### Gustos
El cambio en el gusto y la preferencia por ciertos alimentos puede ser uno de los primeros signos. Es común el rechazo a ciertos alimentos, bebidas y olores como el humo de los cigarrillos. A menudo se describe un sabor metálico en la boca que hace variar el gusto por los alimentos. Se cree que los antojos se deben al aumento de los niveles hormonales; a veces se experimentan en la segunda mitad del ciclo menstrual por el mismo motivo. No es conveniente satisfacer antojos con alimentos de alto contenido calórico, cuyo poder nutritivo sea bajo.

### Deseos frecuentes de orinar
A medida que se extiende el útero, oprime la vejiga. Por tanto, ésta trata de expulsar pequeñas cantidades de orina, y muchas mujeres sienten deseos frecuentes de orinar desde la primera semana tras la concepción; quizás necesiten ir al cuarto de baño cada hora. Esto también se debe al efecto de la progesterona, ya que es un potente relajante del músculo liso, (que es el músculo del cual está formado la vejiga, el útero y otros órganos) lo cual sirve para mantener al útero en reposo hasta el momento del parto. Salvo que sienta ardor o dolor al orinar, no es necesario que consulte al médico. Hacia las 12 semanas, el tamaño del útero aumentará, de modo que subirá y saldrá de la cavidad pelviana. Esto reducirá la presión sobre la vejiga y la frecuencia de la micción por lo que la vejiga se va hacia un lado.

### Cambios en las mamas
Ocurre congestión y turgencia en los senos debido al factor hormonal y la aparición del calostro. Puede aparecer en etapas precoces de la gestación por el aumento de la prolactina, entre otras hormonas. Las areolas se vuelven más sensibles e hiperpigmentadas.

### Manifestaciones cutáneas
Existe una hiperpigmentación de ciertas áreas de la piel durante el embarazo. Aparecen también en algunas embarazadas estrías abdominales y a nivel de las mamas. En otras mujeres se nota la aparición de cloasmas a nivel de la piel de la cara. Estas hiperpigmentaciones pueden presentarse con uso de anticonceptivos orales y en enfermedades del colágeno, mientras que las estrías son también un signo en el síndrome de Cushing.

### Mucosa vaginal
Como consecuencia del aumento en la vascularización de la vagina y el cuello del útero durante el embarazo por el efecto vascularizante de la progesterona, se nota que la mucosa de estas estructuras se vuelve de un color violeta. A este cambio azulado de la mucosa vaginal y del cuello del útero se lo conoce como el signo de Chadwick-Jacquemier.

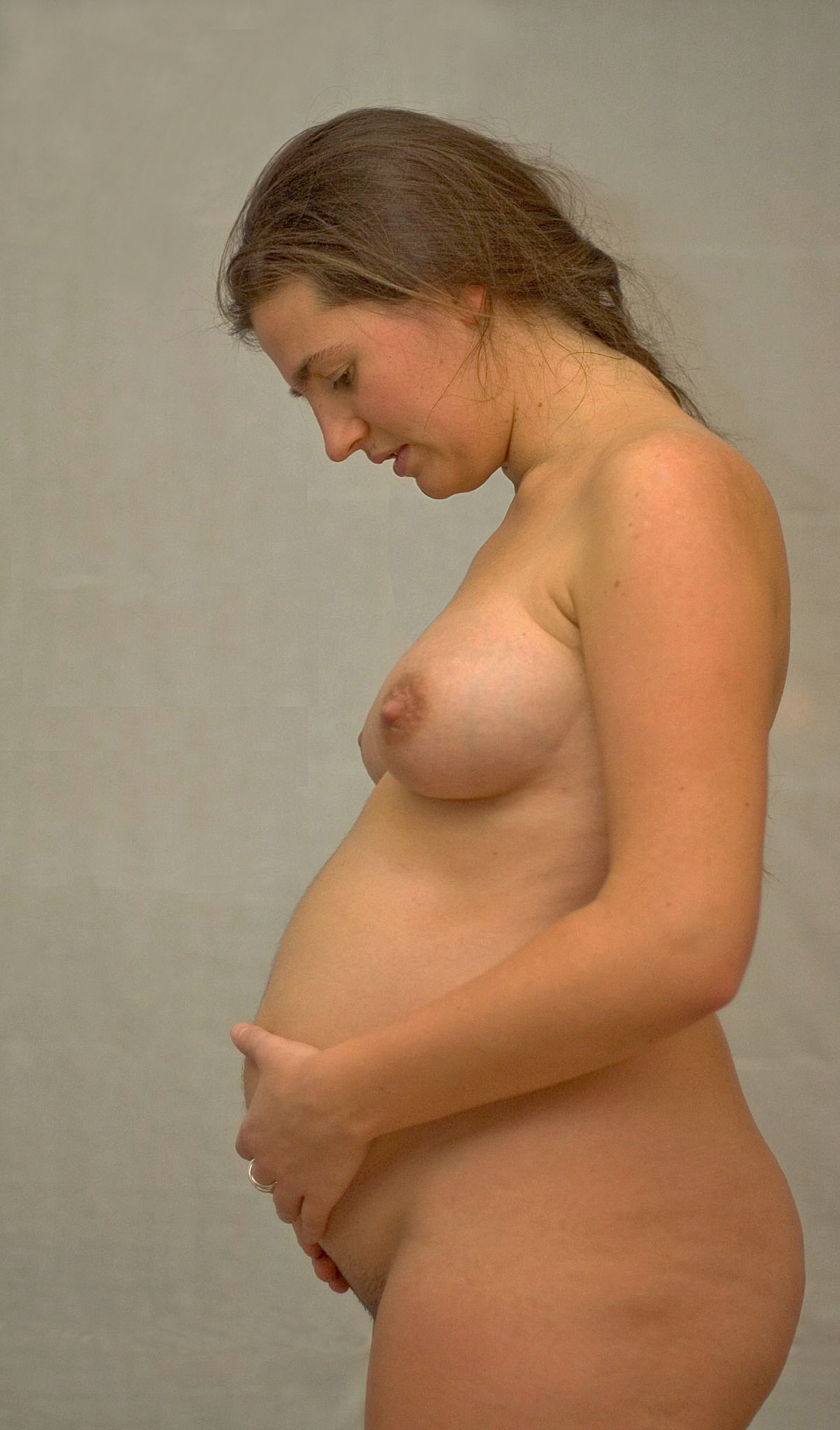
Fotografía de una mujer en la semana 26 del embarazo.

## Signos de probabilidad
Son signos y síntomas fundamentalmente característicos del embarazo que aportan un alto nivel de probabilidad al diagnóstico del embarazo.

### Determinaciones hormonales
La presencia de la hormona gonadotropina coriónica humana (hCG) en el plasma materno y su excreción por la orina son la base de los estudios hormonales del embarazo. La producción de esta hormona por el sincitiotrofoblasto comienza muy temprano en el embarazo. Las pruebas sensibles pueden detectar a la hormona hCG en el plasma materno o en la orina 9 o 10 días después de la ovulación. Esta hormona es la base de la mayoría de las pruebas de embarazo, aunque pueden usar técnicas diferentes, como el radioinmunoensayo, anticuerpos monoclonales, inmunofluorescencia y las pruebas caseras que usan el principio de hemaglutinación. Otras hormonas que aumentan con el embarazo incluyen a los estrógenos, en especial el estriol, y la progesterona.

### Tamaño abdominal
Por lo general, hacia las doce semanas de la gestación se hace posible palpar el útero por encima de la sínfisis púbica o monte de venus. Desde ese momento, el útero continúa aumentando gradualmente hasta el final del embarazo. El aumento del tamaño abdominal puede también deberse a otras causas que excluyen al embarazo, como son los miomas uterinos, tumores de ovario, ascitis, etc.

### Formas del útero
Signo de Noble-Budin
A partir de las ocho semanas de la gestación la presión del producto de la gestación hace que se ocupen los fondos de saco que se forman en la unión de la vagina con los lados del cuello uterino. De modo que se percibe en el tacto vaginal, la forma redondeada y turgente del útero al explorar los lados profundos del cuello uterino.
Signo de Hegar
A partir de la sexta a octava semana del embarazo, durante el examen bimanual del útero se siente blando en exceso, pastoso y elástico—en especial el istmo del útero— en contraste con la dureza y firmeza del cuello uterino.
Signo de Piskacek
Al realizar la exploración física del útero, en especial si la implantación del embrión ocurrió cercano a uno de los orificios de las trompas de Falopio, se percibe una asimetría con prominencia hacia el cuerno uterino que sostiene la implantación. Es un signo que puede observarse también con el uso de anticonceptivos orales.
Signo de Goodell
Relacionado con cambios del cuello uterino, el cual se vuelve blando con el embarazo a diferencia de su consistencia dura en estados no gestacionales. Se hace la analogía de sentir el cuello uterino como tocar los labios bucales, en vez de sentirlo normalmente como sería el tocarse la punta de la nariz.

### Contracciones de Braxton Hicks
Después de la semana 17 de gestación, se perciben leves contracciones uterinas, endureciéndose por momentos con la finalidad de facilitar un mejor flujo sanguíneo hacia la placenta, el endometrio y el feto. Estas contracciones se caracterizan porque abarcan todo el útero, comenzando en la parte superior y extendiéndose gradualmente hacia abajo y tienden a ayudar a que el útero crezca. Se diferencian de las contracciones de parto porque suelen ser sin dolor e irregulares.

### Peloteo fetal
Durante la segunda mitad del embarazo, entre el cuarto y quinto mes se puede palpar partes fetales a través del tacto vaginal. Cuando el examinador empuja levemente el fondo de saco que rodea al cuello uterino puede apreciar la separación del feto de su dedo y el regreso del mismo a su posición inicial en contacto con el dedo del examinador. Es un signo que en raras ocasiones puede sentirse en tumores voluminosos del ovario concomitante con ascitis.

### Palpación del feto
Aproximadamente a partir del quinto mes del embarazo es posible para un examinador experimentado sentir las partes fetales a través de la pared abdominal materna, maniobra que es más exitosa hacia el término del embarazo. Partes similares pueden ser palpables ante tumores intraabdominales, algunos miomas subserosos pueden, por ejemplo, llegar a tener el mismo tamaño y consistencia que la cabeza fetal, causando errores en el diagnóstico.

## Signos de certeza de un embarazo
Los signos positivos de certeza de un embarazo consisten en poder demostrar sin error la presencia de estructuras embrionarias mediante ultrasonido y otras imágenes radiológicas.

### Actividad cardíaca fetal
La identificación de pulsaciones cardíacas fetales separadas y distintas de las de la madre asegura el diagnóstico del embarazo. Se puede auscultar la actividad cardíaca fetal con un estetoscopio o un fetoscopio especial o con una ecografía Doppler. El latido cardíaco fetal es rápido (de entre 120 y 160 latidos por minuto), y puede ser identificado con exactitud a partir de las semanas 19 y 20, excepto en mujeres obesas en las que se dificulta escuchar el foco fetal.

### Rastreo ecográfico
En cualquier momento del embarazo, en especial en presencia de un feto maduro en la segunda mitad del embarazo, es posible demostrar por ecografía transabdominal bidimensional o tridimensional tanto sus partes anatómicas como el saco vitelino.

## Factores de riesgo
Hay embarazos que, por sus especiales circunstancias, requieren un cuidado y un seguimiento específico. En ellos pueden surgir complicaciones o problemas imprevistos que deben ser atendidos pronta y profesionalmente para evitar colocar a la madre o al feto en situación de riesgo. Algunos de estos factores de riesgo se listan a continuación.

### Desnutrición
La nutrición de la mujer antes, durante y después del embarazo es fundamental para tener niños sanos. Los requerimientos de nutrientes aumentan considerablemente durante el embarazo y la lactancia. Una fémina que llega desnutrida o se desnutre durante el embarazo puede tener complicaciones durante este y el parto. Así como posibilidades de tener un hijo de peso bajo al nacer (menor a 2500 g). Estos niños tiene más posibilidades de:
- crecer y desarrollarse con retraso.
- contraer infecciones y morir (el riesgo aumenta cuanto menor sea el peso del nacido).
- tener bajas reservas de micronutrientes, lo que puede llevar a enfermedades como la anemia, deficiencia en Zinc o vitamina A, etc.
- riesgos a desarrollar enfermedades cardíacas, hipertensión, obesidad y diabetes de adultos.
- provocar malformaciones durante el desarrollo fetal, como un mal cierre del tubo neural, lo que provoca la enfermedad de la Espina bífida.

Es muy importante para la mujer el consumo de ácido fólico (vitamina B9), para evitar malformaciones en el feto como la Espina bífida. Además, también es positivo consumir todo tipo de ácidos grasos esenciales (Ácido graso omega 3, Ácido graso omega 6) que contribuyen a un buen desarrollo del sistema nervioso, pues las vainas de Mielina están constituidas por estas grasas que solo podemos obtener mediante la dieta, y el feto, únicamente a través de la alimentación materna. 
Al igual, es importante, no consumir alimentos crudos como jamón serrano, sushi, etc., puesto que pueden contener microorganismos que ocasionen una infección que pueda afectar al feto, y poner en peligro su vida.

### Adolescencia
El 40 % de las féminas en países en vías de desarrollo tiene un parto antes de cumplir 20 años. Muy pocos de estos embarazos son planeados o deseados por las adolescentes. Muchas de ellas son forzadas por las presiones sociales a tener matrimonios tempranos y embarazos tempranos, o son resultado de adolescentes a las que se les negó libre acceso a anticonceptivos. El embarazo en adolescentes puede tener consecuencias adversas para la salud tanto de corto plazo como de largo plazo. En el corto plazo el resultado del embarazo será muy probablemente desfavorable. Una razón es biomédica: la adolescente encinta es más propensa a sufrir toxemia de embarazo y desproporción cefalo-pélvica cuando los huesos de la pelvis no se han desarrollado completamente, y tiene más probabilidades de tener un bebé con infrapeso de nacimiento. Otro tipo de consecuencias a largo plazo son las fístulas obstétricas, que a consecuencia del trabajo de parto prolongado u obstruido, es un orificio entre la vagina y la vejiga o el recto, lo cual causa que la mujer padezca de incontinencia crónica. Este padecimiento afecta a más de dos millones de jóvenes y mujeres en todo el mundo y se estima que cada año se agregan entre 50 000 y 100 000 nuevos casos.
Las embarazadas adolescentes tienen mayor posibilidad de tener desnutrición y de dar a luz a hijos con infrapeso. Por motivos físicos y sociales:
- sus cuerpos aún no están del todo desarrollados, por esto sus necesidades de nutrientes son muy altas durante la gestación. Además tienen mayores posibilidades de morir durante el embarazo o lactancia que las mujeres mayores. Esto debido principalmente al nivel de pobreza en que viven, que no solo expone a la madre sino también a los hijos. Se observa que la situación de las embarazadas se presentó como compleja y difícil antes, durante y después del nacimiento, esto debido a las carencias económicas. El factor pobreza origina menores oportunidades de educación, educación que disminuiría los embarazos a temprana edad y en consecuencia la pobreza. Esto debido a que si el embarazo se presenta en condiciones de pobreza tendrá seguramente condiciones económicas y sociales. La repetición intergeneracional del embarazo adolescente puede ser un mecanismo intermediario en la reproducción intergeneracional de la pobreza.
- algunas jóvenes temen decir que están embarazadas, y por este motivo retrasan los cuidados prenatales. Algunas niñas son obligadas a dejar la escuela y en algunos casos su casa, por lo que deben buscar sustento para ellas mismas, y en algunos casos recurren a la prostitución para conseguirlo.

Estos peligros se pueden procurar advirtiendo a niñas y adolescentes de los riesgos del embarazo y explicando los distintos métodos anticonceptivos. Además se las debe observar y aconsejar si están encintas.

### Anemia
La anemia materna es un factor de riesgo importante y puede afectar al embarazo, especialmente durante el primer trimestre. Puede provocar peso bajo al nacer en el futuro bebé. Para prevenir estos riesgos, es necesario tomar todas las medidas necesarias para diagnosticar y corregir la anemia de la madre.
En las mujeres se comete con frecuencia el error de atribuir la presencia de la anemia a los sangrados menstruales y limitarse a prescribir suplementos de hierro, sin realizar las evaluaciones necesarias para buscar o descartar posibles enfermedades causantes de la anemia. Las principales causas de anemia incluyen poca ingesta de hierro, pérdidas excesivas (alteraciones en el ciclo menstrual, microhemorragias intestinales), o procesos que cursan con inflamación intestinal crónica o alteraciones de la absorción intestinal, como la enfermedad celíaca y la sensibilidad al gluten no celíaca sin diagnosticar ni tratar (la anemia puede ser su única manifestación, en ausencia de síntomas digestivos), o la enfermedad de Crohn.

### Enfermedad celíaca sin diagnosticar
La enfermedad celíaca sin diagnosticar y sin tratar es una causa relativamente frecuente, pero poco conocida, de diversos trastornos reproductivos. Se trata de una enfermedad autoinmune provocada por el consumo de gluten, que puede afectar a cualquier órgano. Habitualmente se presenta sin ningún síntoma digestivo y la mayoría de los casos no son reconocidos ni diagnosticados. Con frecuencia, los trastornos reproductivos son el único indicio de la presencia de una enfermedad celíaca, tales como menstruaciones irregulares, infertilidad o reducción de la fertilidad, abortos espontáneos, complicaciones durante el embarazo, restricción del crecimiento intrauterino, muerte fetal, parto prematuro, bajo peso al nacer y trastornos de la lactancia.
Por lo general, la dieta sin gluten estricta evita o disminuye el riesgo de trastornos reproductivos.
Las complicaciones o fracasos del embarazo no se pueden explicar simplemente por una malabsorción, sino por la respuesta autoinmune provocada por la exposición al gluten, que causa daños en la placenta.
Asimismo, el embarazo puede ser un desencadenante del desarrollo de la enfermedad celíaca en féminas con predisposición genética que consumen gluten.

### Hemorragia preparto
Antes de las 24 semanas, una hemorragia vaginal puede desembocar en aborto. Después, el feto se considera viable, es decir que podría sobrevivir fuera del útero materno. La hemorragia tras las 24 semanas se conoce como hemorragia preparto, y las dos causas principales proceden de la placenta.

### Desprendimiento de placenta
Si la placenta se desprende del útero, se producirá hemorragia. La sangre se acumula hasta derramarse por el cuello del útero, y va acompañado de dolor intenso y contracciones uterinas. Se considera una urgencia obstétrica, ya que pone en peligro la vida tanto de la madre como la del feto y solo en casos muy especiales no termina en cesárea de emergencia.

### Placenta previa
Cuando la placenta está adherida a la parte inferior de la pared del útero, se denomina placenta previa. Si se encuentra total o parcialmente sobre el cuello uterino, puede resultar peligrosa durante el parto, al provocar hemorragia e interrumpir la circulación sanguínea del feto. El problema se detecta con ultrasonido. Si se produce hemorragia, la ingresarán en el hospital y el niño nacerá mediante cesárea.

### Diabetes
Si la embarazada tiene diabetes mellitus debe asegurarse de tener bajo control su situación antes de quedarse en estado, para que las posibilidades de tener un hijo sano y un parto normal sean lo más altas posibles. Es probable que necesite una mayor cantidad de insulina durante el embarazo por lo cual debe realizarse un seguimiento médico estricto, para el seguimiento del bienestar fetal, monitoreo de los niveles de glicemia y manejo dietético.
Hay mujeres a quienes se les diagnostica diabetes mellitus gestacional, un tipo de diabetes que se desarrolla solo durante el embarazo y que suele desaparecer poco después del parto. Los riesgos de este tipo de diabetes son menores y raramente se precisa insulina; con reducir la ingesta de azúcar suele ser suficiente. La complicación principal en los hijos de madres con diabetes gestacional es la macrosomía fetal (niños con peso mayor de 4 kilos).
Una revisión de 2018 concluye que uno de los principales factores de riesgo para desarrollar tanto la diabetes tipo 1 como la diabetes tipo 2 es el consumo de gluten. Este, presente en el trigo, el centeno, la cebada y la avena, provoca un aumento de la permeabilidad intestinal, independientemente de la predisposición genética, es decir, tanto en celíacos como en no celíacos. El gluten contiene péptidos citotóxicos que atraviesan la barrera intestinal y provocan inflamación sistémica. Estos péptidos penetran en el páncreas, afectan su morfología y pueden inducir estrés de las células beta, que son las responsables de sintetizar y segregar la insulina. Los estudios en animales y un estudio en humanos han demostrado que la dieta sin gluten durante el embarazo reduce el riesgo de que el futuro bebé desarrolle diabetes tipo 1; se produce un cambio en la morfología del páncreas, incluyendo un mayor número de islotes pancreáticos.

### Embarazo ectópico
El embarazo ectópico se desarrolla fuera del útero, por lo general en una de las trompas de Falopio, pero puede ser también en los ovarios, en el cuello uterino, o en órganos intraabdominales. Puede provocar dolor abdominal por el crecimiento del embrión en la trompa o por una hemorragia abdominal interna. Desgraciadamente, es difícil diagnosticar un embarazo ectópico y todavía hay mujeres que mueren como consecuencia de ello. Hay una serie de condicionantes que favorecen el aumento de riesgo de padecer embarazos ectópicos. Entre ellos, una historia anterior de infección pélvica, el uso de un dispositivo intrauterino contraceptivo (aunque no la espiral de Mirena) y un embarazo ectópico previo. Las mujeres que reúnan alguno de los condicionantes referidos son controladas de inmediato en un centro maternal para asegurarse de que el desarrollo del embarazo es normal. El preñado ectópico debe ser tratado mediante cirugía o con un fármaco. Las operaciones consisten en cirugía laparoscópica o abierta, dependiendo de las circunstancias y de las condiciones de la madre, y suelen conllevar la extirpación de la trompa afectada. Suelen causar una reducción de la fertilidad.

### Cardiopatía
La mayoría de las féminas con problemas cardiológicos llevan una preñez estable, aunque a veces deban recurrir a los antibióticos para proteger sus arterias en el momento de dar a luz. Si padece alguna cardiopatía importante, el cardiólogo se encargará de comunicárselo. Las mujeres con marcapasos, un trasplante de corazón y otra operación coronaria pueden llevar un embarazo seguro y normal. Las que presenten anormalidades musculares deben consultarlo antes de quedarse embarazadas.[cita requerida]

### Hipertensión
Hipertensión gestacional, es la aparición de hipertensión por encima de 140/90 mmHg, en una gestante sin diagnóstico previo, después de las 20 semanas de embarazo. Si existe hipertensión previa al embarazo, requiere chequeo médico y tratamiento antes de la gestación. Posiblemente requiera cambio de fármacos y un seguimiento de la función renal. Con el seguimiento adecuado es factible tener un embarazo y parto normales. Si durante el embarazo desarrolla hipertensión gestacional, puede requerir tratamiento ambulatorio u hospitalario, dependiendo de la severidad. En ocasiones se requiere adelantar el parto, mediante inducción o cesárea, para prevenir complicaciones para la madre y el feto. Un aumento de la presión arterial a partir de la vigésima semana del embarazo puede ser síntoma de preeclampsia, una afección que potencialmente amenaza la vida de la gestante y el recién nacido.

## Datos importantes
- Entre las semanas 18 y 20 se comienza la percepción de los movimientos fetales.
- En la semana 38 de embarazo el médico podrá realizar un diagnóstico de estrechez pélvica.
- En la semana 20 el corazón fetal tendrá un ritmo cardíaco de entre 110-160 ppm el cual se percibirá a través de estetoscopio.

## Cambios fisiológicos durante el embarazo
La mujer encinta se encuentra en un estado hipervolémico crónico. El volumen de agua corporal total se incrementa debido al aumento de la retención de sal y agua por los riñones. Esta mayor cantidad de agua ocasiona dilución de la sangre, lo que explicaría la anemia fisiológica propia del embarazo que persiste durante toda la preñez.
El aumento del volumen sanguíneo causa un aumento en el gasto cardíaco, el volumen urinario y el peso materno. La acción de la ciertas prostaglandinas causa broncodilatación y aumento en la frecuencia respiratoria. A nivel renal se ve una leve disminución en la depuración de creatinina, y otros metabolitos.
El peso de la madre durante el embarazo aumenta a expensas del peso del feto, el peso del líquido amniótico, placenta y membranas ovulares, el incremento del tamaño del útero, la retención de líquidos maternos y el inevitable depósito de grasa en tejidos maternos. El metabolismo de la madre también incrementa durante el embarazo.
La frecuencia cardíaca incrementa hasta un promedio de 90 latidos por minuto. La tensión arterial se mantiene constante o a menudo levemente disminuida. La resistencia venosa aumenta, en especial por debajo de la cintura gestante. El corazón tiende a aumentar de tamaño, condición llamada hipertrofia ventricular especialmente izquierda y desaparece a las pocas semanas después del alumbramiento. La presencia circulante de prostaglandinas causa vasodilatación en oposición a los vasoconstrictores fisiológicos angiotensina y noradrenalina, en especial porque la angiotensina II aumenta para mantener la presión arterial normal. La hipertensión y la aparición de edema son por lo general signos de alarma durante el embarazo.
La tasa o índice de filtrado glomerular y la perfusión del riñón aumentan a expensas del aumento del gasto cardíaco y la vasodilatación renal. Ello causa un leve aumento de los valores de creatinina en sangre por disminución del aclaramiento de creatinina e igualmente de nitrógeno ureico. La disminución de la presión parcial de dióxido de carbono en la sangre materna causa un aumento en la excreción renal de bicarbonato.

## Desarrollo humano prenatal
Desarrollo prenatal tras la fecundación mes a mes:

Mes 1: Mide 4 mm y pesa 1 g. Desarrollo incipiente de la cabeza. El corazón ya late
Mes 2: Mide 3 cm y pesa 3 g. Desarrollo de brazos y piernas, así como del cerebro y órganos internos.
Mes 3: Mide 10 cm y pesa 45 g. Desarrollo de los párpados y movimiento de las extremidades
Mes 4: Mide 15 cm y pesa 180 g. Se cubre de lanugo. El intestino comienza a llenarse de meconio. La piel es todavía muy fina, casi transparente.
Mes 5: Mide 18 cm y pesa 500 g. Crece el cabello de la cabeza, pestañas y cejas (anejos cutáneos). Desarrollo del sistema inmunitario
Mes 6: Mide 25 cm y pesa 1000 g. La cara ya está completamente formada. La piel se cubre de un material graso llamado vérnix caseoso. Abre los ojos y se mueve mucho.
Mes 7: Mide 30 cm y pesa 1500 g. Comienzan a moverse los pulmones. Aumenta la grasa subcutánea y ya no cabe bien en el útero.
Mes 8: Mide 35 cm y pesa 2500 g. Generalmente se pone boca abajo (posición cefálica) Se engrosa la piel, adquiriendo el tono rosáceo que tendrá definitivamente.
Mes 9: Mide 50 cm y pesa aproximadamente 3000 g. Los pulmones ya están completamente formados para la vida exterior. Se cae el lanugo y la piel se estira.

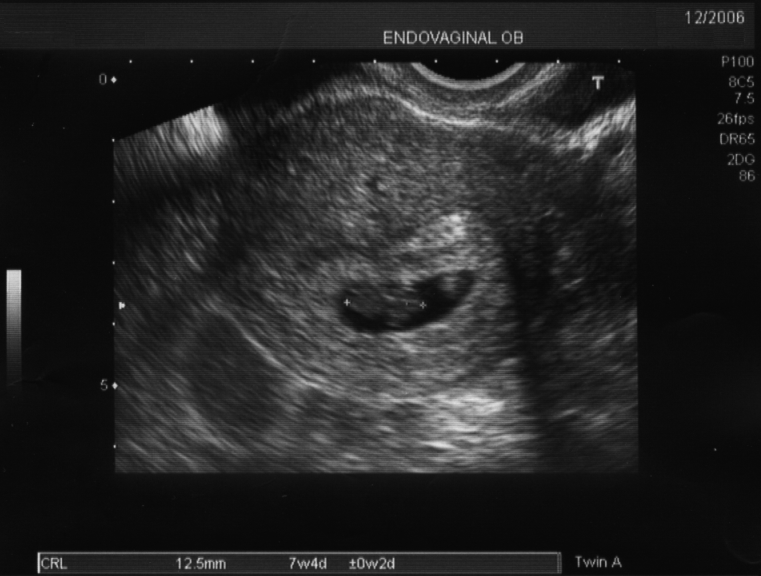
Ecografía de 7 semanas
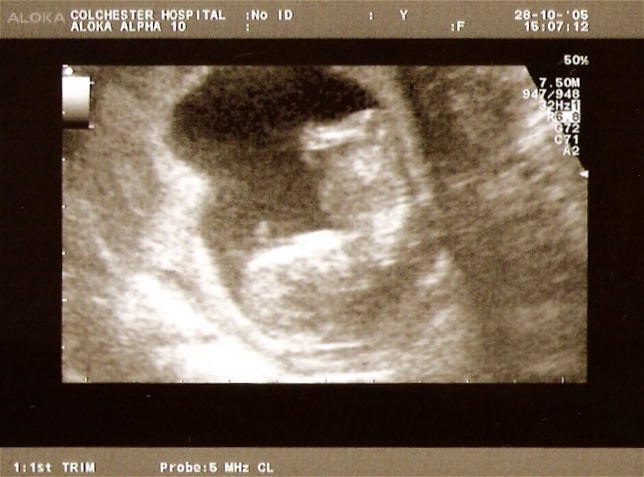
Ecografía de 12 semanas
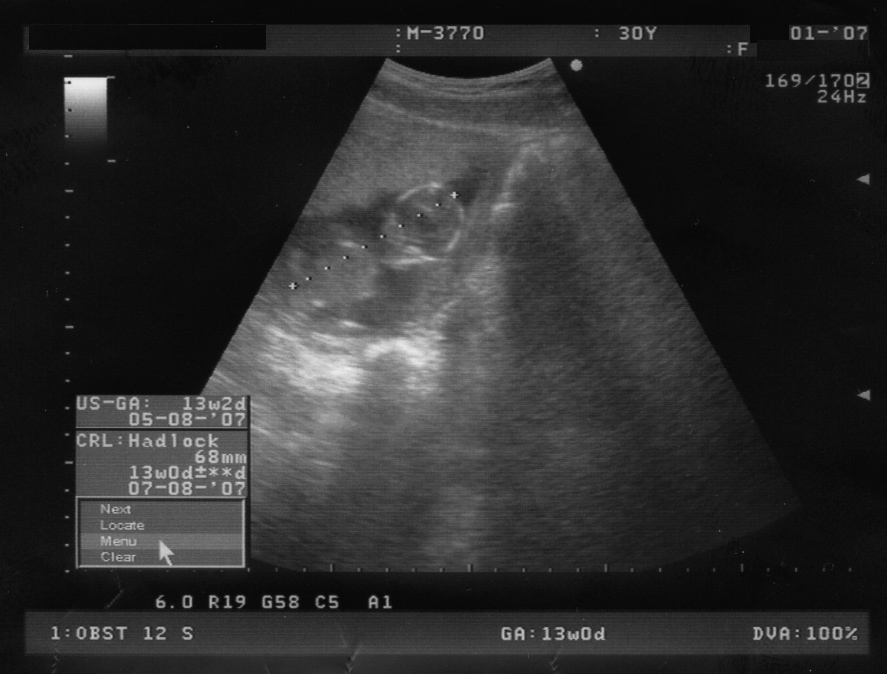
Ecografía de 13 semanas
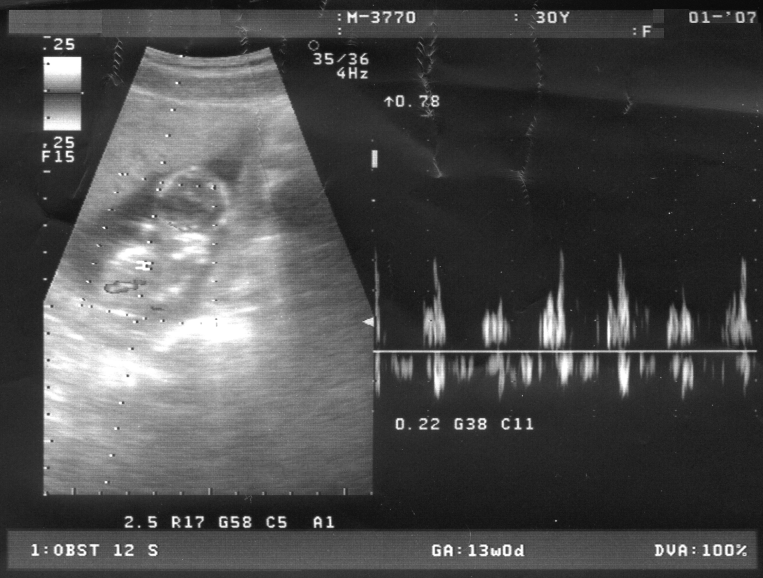
Ecografía de 13 semanas
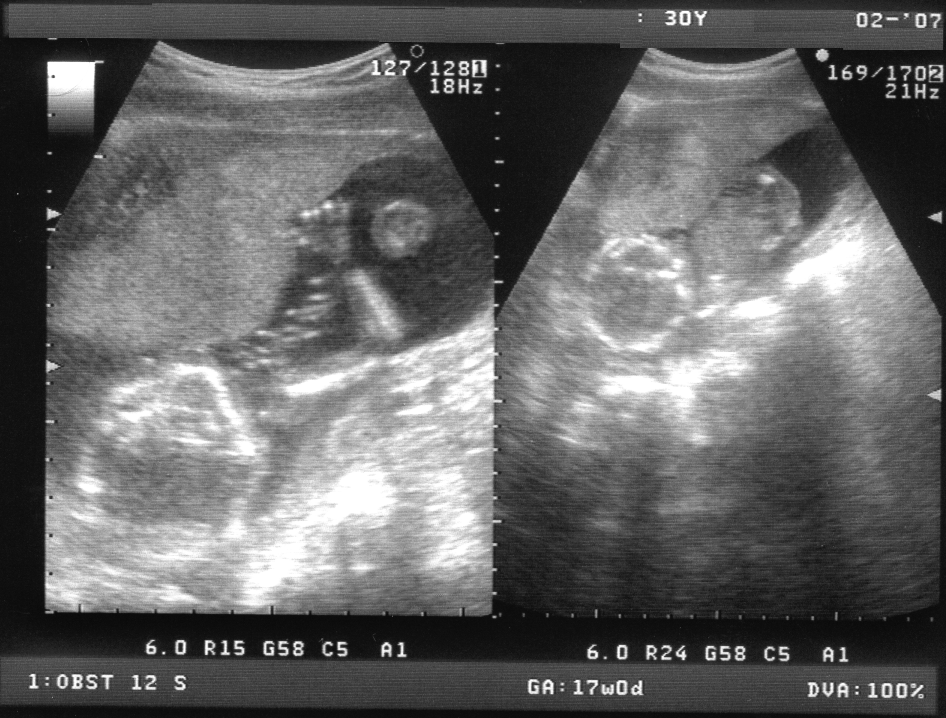
Ecografía de 17 semanas
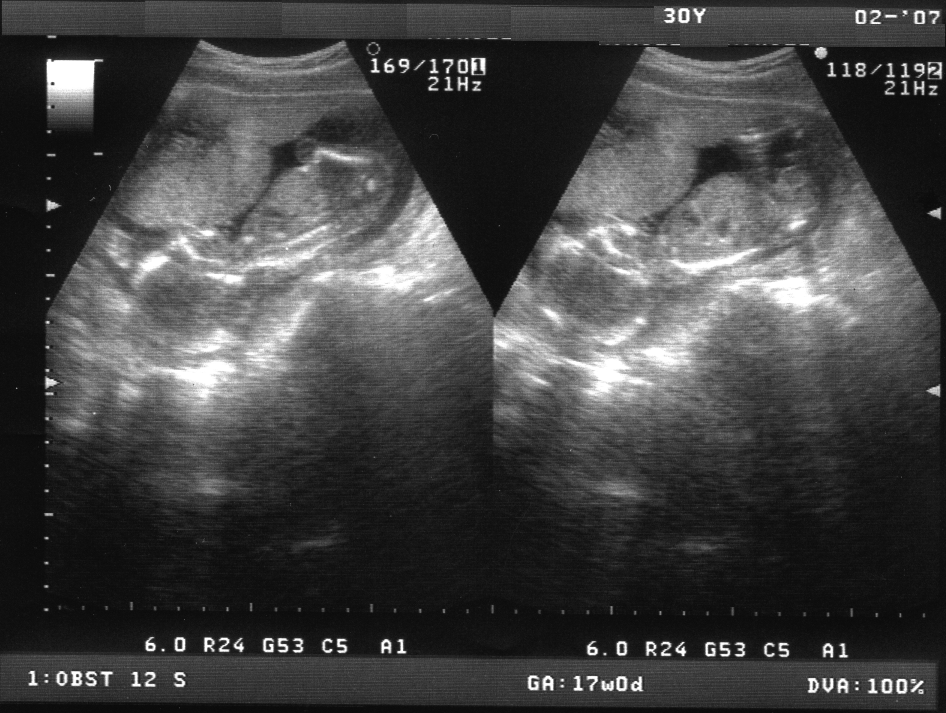
Ecografía de 17 semanas
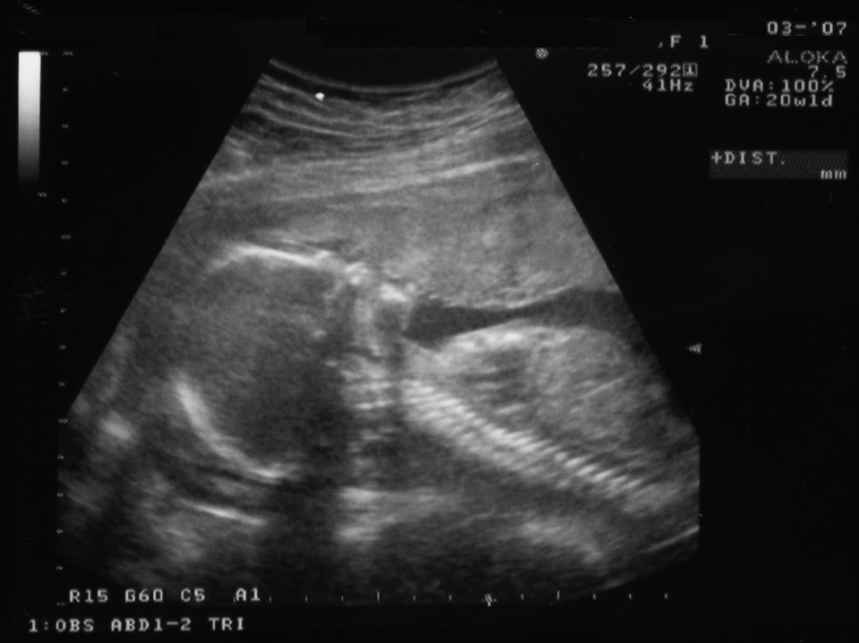
Ecografía de 20 semanas

## Epigenética del embarazo
Los hábitos de vida y el ambiente  materno juegan un papel fundamental en el correcto desarrollo del embrión, tanto en la edad temprana como, en algunos casos, en la edad adulta. Algunos hábitos como el consumo de tabaco o alcohol causan mutaciones en el niño, aumentando el factor de riesgo de ciertas enfermedades. Además de las mutaciones, se producen cambios epigenéticos. Se tratan de alteraciones reversibles ciertamente heredables del ADN producidas por el ambiente. Los factores más estudiados son: la nutrición, la diabetes, la depresión o el estrés.

### Ácido fólico
Multitud de estudios han demostrado que una dieta rica en ácido fólico durante la preñez evita defectos del tubo neural, crecimiento intrauterino disminuido, trastorno del espectro autista, defectos cardíacos congénitos, alergia y cáncer. Durante el embarazo, la disponibilidad de donadores de metilo de fuentes dietéticas puede variar la síntesis de S-adenosil-metionina y, por lo tanto, alterar la metilación del ADN y las modificaciones de histonas en el epigenoma fetal. 
En un modelo de ratón se mostró que la suplementación con donadores de metilo antes y durante el embarazo indujo una ganancia en la metilación y, por lo tanto, cambios en el fenotipo y longevidad de la descendencia. Las crías de ratones con un déficit de ácido fólico presentaron cambios en el epigenoma cerebral y disminución del peso corporal.

### Dieta rica en grasas
Al igual que los donadores de metilo, se ha visto que la dieta materna rica en grasas induce alteraciones en el patrón de metilación, aumentando la sensibilidad a la insulina y el peso corporal de la descendencia.  En un estudio de la descendencia de mujeres con diabetes pregestacional o DMG se ha demostrado que el metabolismo materno aberrante se asocia con un rendimiento intelectual y un desarrollo psicomotor más deficientes. Además, se observaron cambios en la metilación de la descendencia en dietas hipercalóricas. Se redujo la metilación del ADN en el promotor del factor de transcripción Zfp423. Esta desregulación de Zfp423 puede elevar la diferenciación hacia tejido adiposo durante el desarrollo fetal y la alteración de la función metabólica.

### Desnutrición
La desnutrición materna moderada produjo alteraciones en el nivel de metilación y acetilación de los genes relacionados con las vías hipotalámicas fetales. Tales cambios estaban asociados con una actividad reducida de DNMT. En estudios en humanos se ha visto un mayor riesgo de muerte, espina bífida y esquizofrenia en la descendencia. Entre otras causas, personas expuestas a hambruna tienen hipometilación del gen IGF2, relacionado con el crecimiento fetal.

### Estrés y depresión
El estrés materno y la depresión se han relacionado con un aumento de cuatro veces en el riesgo de desarrollar depresión en el niño, además de aumentar el riesgo de enfermedades de inicio en la edad adulta. Un estudio epidemiológico también ha sugerido que existe una fuerte correlación entre los factores estresantes maternos y el peso al nacer. La exposición fetal a la corticosterona inducida por estrés es una de las causas principales de esta correlación.
A nivel epigenético, un modelo de ratón demostró que el estrés prenatal disminuye la expresión de BDNF en la amígdala y el hipocampo tanto al destete como en la edad adulta.

## Embarazo en personas transgénero

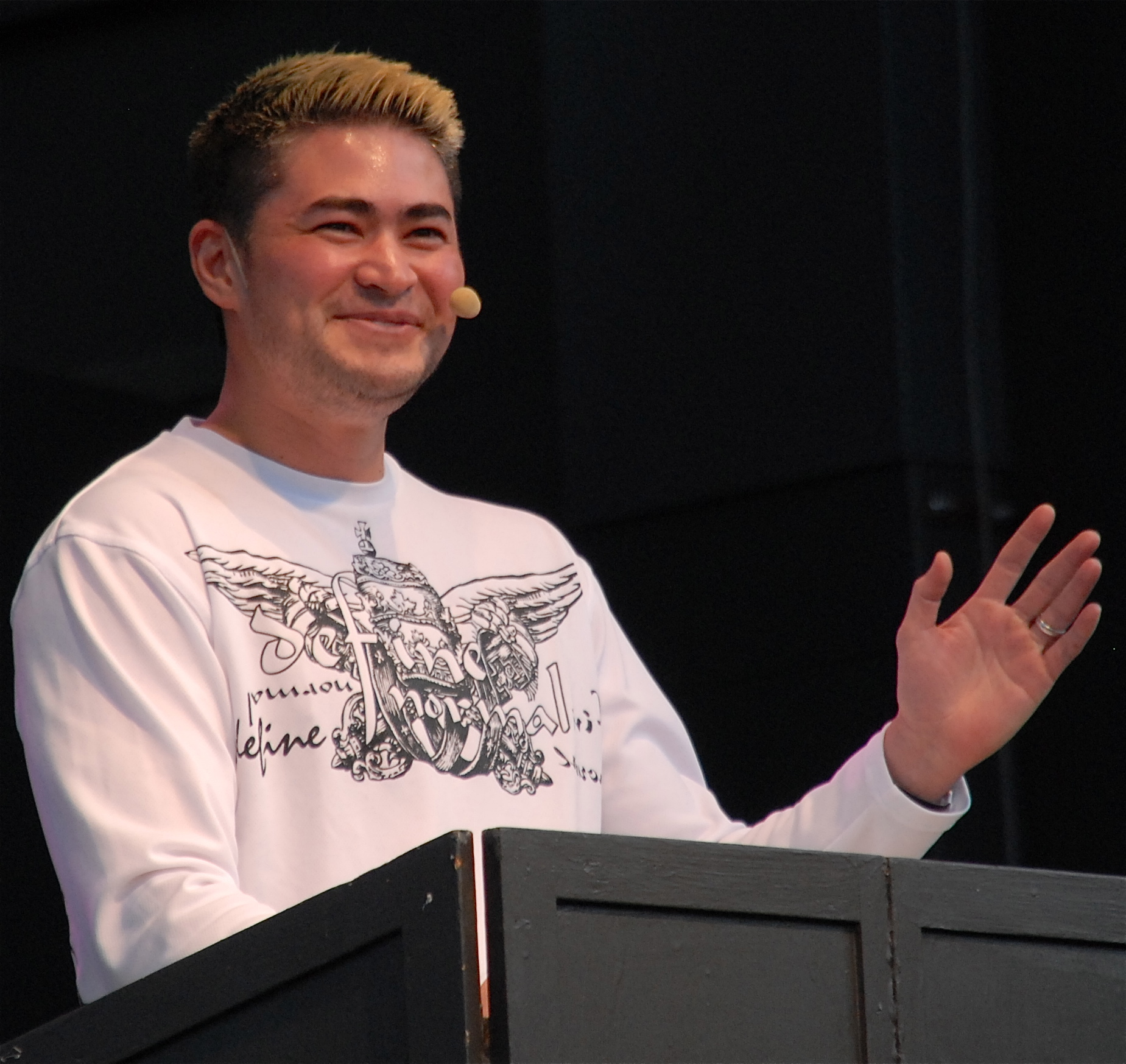
Thomas Beatie

Una persona transgénero que cuente con útero, ovarios y el resto del sistema reproductor que permita la gestación, puede mantener su capacidad reproductiva, incluyendo el embarazo. Este ha sido el caso de Thomas Beatie, un hombre trans que entre 2008 y 2010 dio a luz tres hijos. Otro caso conocido es el de Trystan Reese, que dio a luz en la década de 2010.

## Bibliografía

William Hunter, Anatomia uteri humani gravidi tabulis illustrata, 1774